# Polydoros (Sohn des Priamos)

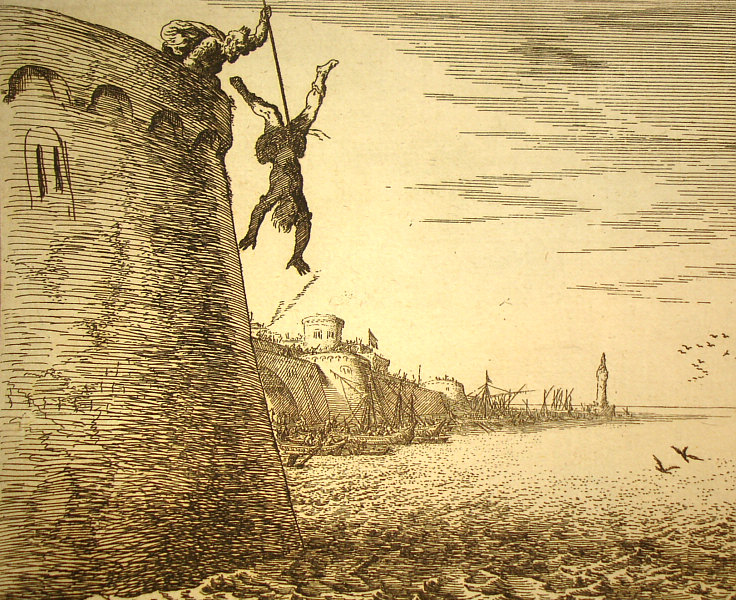
Polymestor tötet Polydoros, Kupferstich von J. Bauer – Ovid’s Metamorphoses, 1659

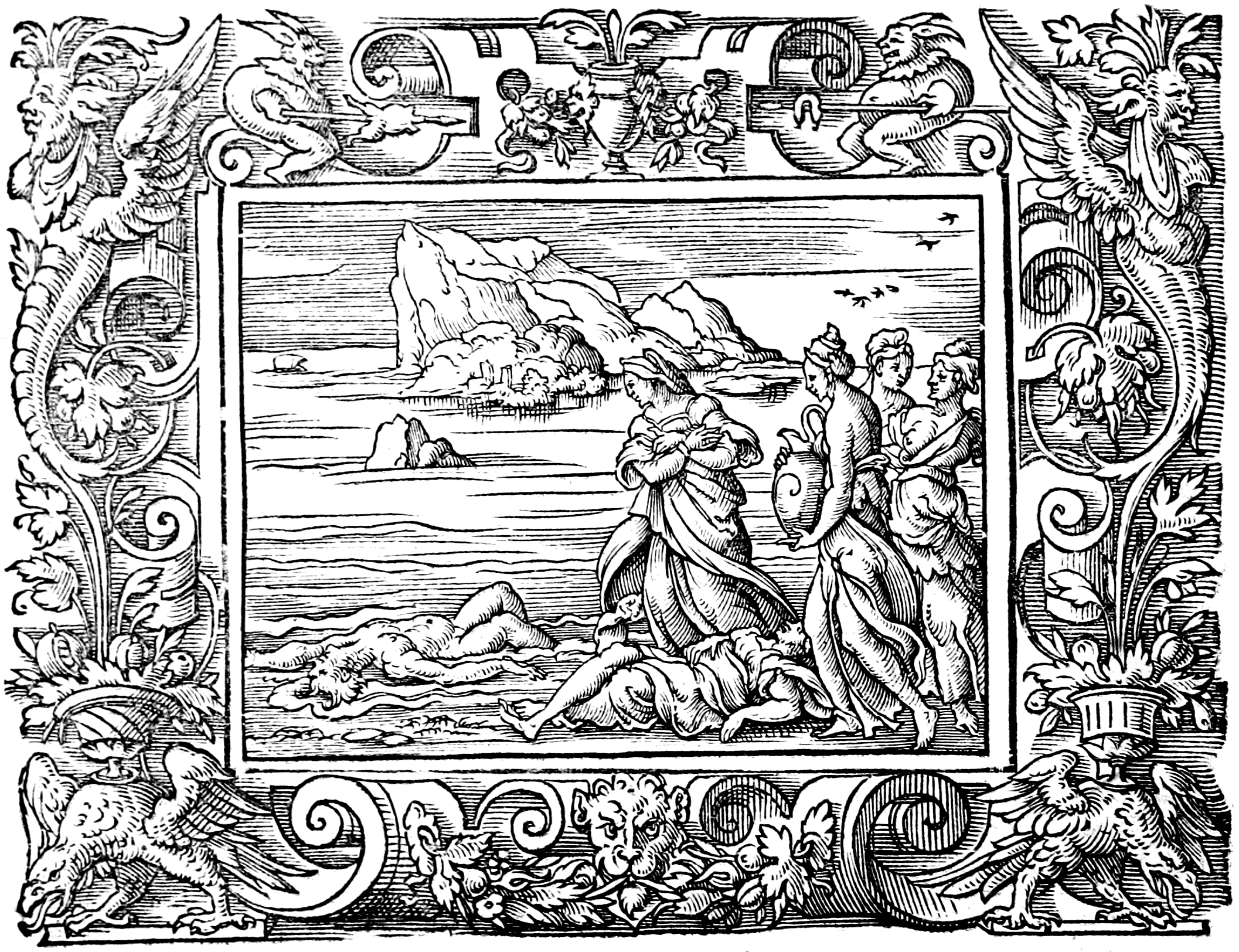
Hekabe findet Polydoros. Holzstich von Virgil Solis – P. Ovidii Metamorphosis, 1581

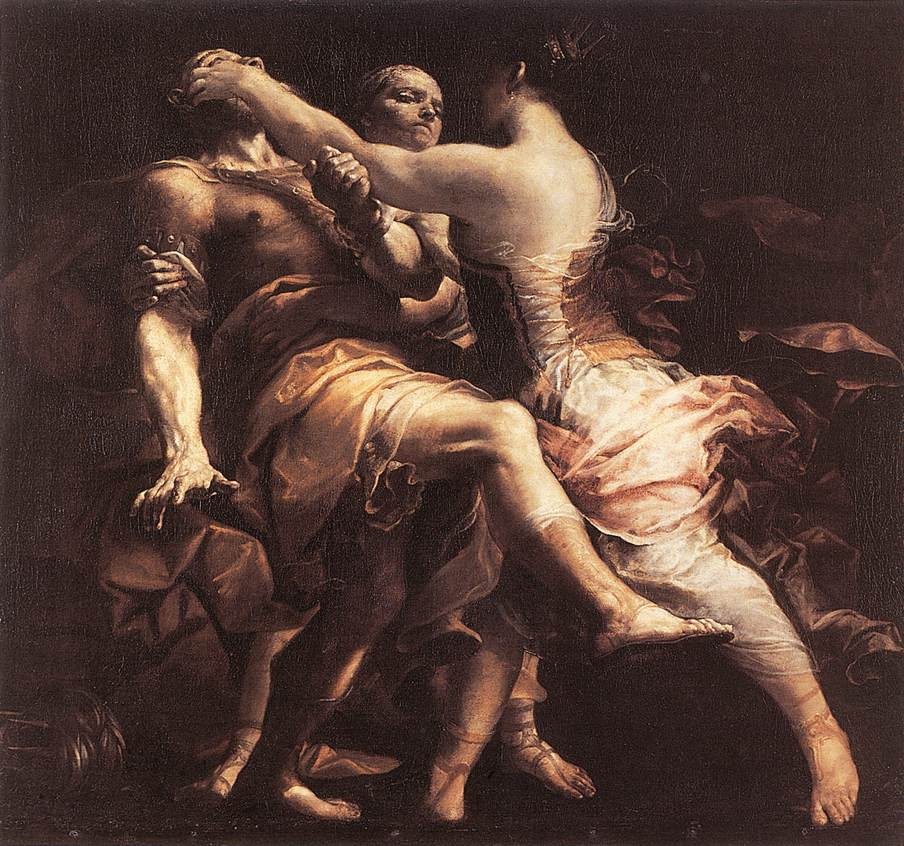
Hekabe blendet Polymestor, von Giuseppe Maria Crespi, Brüssel, 18. Jh.

Polydoros (altgriechisch Πολύδωρος Polýdōros, lateinisch Polydorus) ist in der griechischen Mythologie der jüngste Sohn des Priamos, König von Troja, und der Hekabe (nach Homer der Laothoe, der Tochter des Lelegerkönigs Altes). Über seinen Mythos und vor allem seinen Tod gibt es verschiedene Versionen.
Nach gewöhnlicher Überlieferung, und nach dem Drama „Hekabe“ von Euripides, sandte ihn sein Vater vor dem Fall Trojas, zur Sicherheit und zur Erziehung, zu seiner ältesten Schwester Iliona, die mit Polymestor, einem thrakischen König, vermählt war. Er wurde von seinem Vater mit großen Reichtümern zu diesem nach Chersones geschickt. Nach dem Untergang von Troja tötete Polymestor jedoch Polydoros aus Habgier und warf den Leichnam ins Meer. (Nach dem Scholion zu Ovid, Ibis schlug er ihm das Haupt ab.)
Sieh, es sandte mit Schätzen des Goldes den Sohn Polydoros

Heimlich der leidende Priamos einst dem Thrakierkönig,

Ihn bei sich zu erziehn, als schon den Dardanerwaffen

Wenig er traut’, und die Stadt von belagernden Feinden umringt sah.

Doch da gebrochen die Teukrermacht, und Fortuna gewandt war,

Huldigte dieser den Waffen des Siegs und dem Glück Agamemnons,

Trennt die Bande der Pflicht durch des Jünglings Mord, und gewaltsam

Nahm er das Gold!
Ans Ufer geschwemmt, wird er von seiner Mutter Hekabe (inzwischen griechische Sklavin) entdeckt, als diese Wasser für das Begräbnis der Polyxena holt. Auf Hekabes Bitte gestattet Agamemnon, dass Polydoros zusammen mit seiner geopferten Schwester Polyxena bestattet werde. Die Tragiker erzählen, dass später sich Hekabe fürchterlich rächte, indem sie dem verräterischen Polymestor die Augen ausgekratzt habe und seine Kinder tötete.
In der Ilias wird er im zehnten Kriegsjahr, obwohl Priamos ihn wegen seiner Jugend vom Kampf zurückhält, noch als Jüngling von Achilleus ohne Erbarmen getötet. Seinen silbernen Panzer, den ihm Achilleus abgenommen hatte, schenkte Thetis später an Agamemnon. Polydoros war überaus geschwind zu Fuß. Er kommt allein nur bei Homer vor, daher könnte man meinen, dass die neueren Autoren den anderen bloß erdichtet haben.
Bei Vergil hat Polymestor den Polydoros durch Speerewürfe töten lassen. Abweichend von der gewöhnlichen Tradition wird er an der thrakischen Küste von Polymestor begraben. Als Aineias später dorthin kam und von den auf des Polydoros Grabhügel wachsenden Myrtenbäumen, Zweige zur Schmückung eines Altars abschlägt, träufeln nicht nur schwärzliche Blutstropfen aus den Ästen, sondern es ertönt ein jammervolles Geächze und eine Stimme rief ihm zu, sich auf diese Art an ihm nicht zu vergreifen und mahnte die fluchbedeckte Stätte zu verlassen:
Was zerreißt Du mich Armen, Aineias? Lass mich im Grab ruhn.

Hüt, o Frömmster, die Hand vor Befleckung; Troia gebar mich,

Dir nicht fremd. Kein Holzstamm ist's, aus welchem das Blut quillt.

Flieh dies grausame Land, o flieh das Gestade der Habsucht:

Wiss, ich bin Polydoros. Hier hat mich die eiserne Speersaat einst

Durchbohrt und bedeckt und mit spitzigen Schäften durchwuchert.
Hyginus erzählt: Iliona soll, da sie ihren Bruder auf das Zärtlichste liebte, denselben mit ihrem eigenen Sohn gleichen Alters verwechselt haben, wovon selbst ihr Gatte nichts wusste. Er lieferte nun den vermeintlichen Polydoros den Griechen aus, welche denselben im Lager, Angesichts des Priamos, steinigten. Iliona rächte mit Polydoros diese Schandtat, indem sie dem Bruder seine wahre Abkunft enthüllte, und beide den Polymestor ermordeten.
In weniger ungünstigem Licht erscheint Polymestor in der Darstellung bei Dictys (und Cedren): Er liefert den Polydoros an den Telamonier Aias der den thrakischen Chersones verwüstet, um den Preis des Friedens aus. Die Griechen wollen Polydoros gegen Helena austauschen. Auf die Weigerung der Troer steinigen sie ihn vor den Mauern Trojas (nach Cedren töten sie ihn mit dem Schwert) und übergeben seinen Leichnam seiner Mutter Hekabe zur Bestattung.